# Yo
Yo és el sisè treball discogràfic de la cantant romanesa Inna i el primer en castellà. Es va estrenar digitalment el dia 31 de maig del 2019, després d'haver estat posposat alguns mesos per raons diverses. El disc ha estat promocionat amb cinc senzills (Ra, Iguana, Tu Manera, Te Vas i Sin Ti) i nombrosos videoclips.

## Antecedents
Des del 2017, Inna havia estat compartit avançaments de les cançons a les seves xarxes socials (principalment vídeos a l'estudi als stories d'Instagram). L'estiu del 2018, Coca-Cola va engegar una campanya promocional a Romania on les ampolles del refresc contenien codis que donaven l'oportunitat d'escoltar quatre cançons del disc abans de la seva publicació oficial: Iguana; Sí, Mama; Locura i La vida.
El dia 13 de Febrer Inna va estrenar la cançó Me Gusta, que en principi anava a formar part del disc. Tanmateix, va quedar-hi fora al no encaixar amb l'atmosfera que es volia crear a Yo. Al mes de Setembre encara va publicar un últim senzill en anglès, anomenat No Help. A més la llarg de l'any va col·laborar amb diversos artistes com són The Motans (a Pentru Ca), Dannic (a Stay) i Sam Feldt (a Fade Away).
Tot i que ja feia molt de temps que Inna havia estat parlant del projecte, Yo va ser anunciat oficialment amb un vídeo promocional  el dia 16 d'Octubre. Tot i que aleshores no ho sabíem, en aquest vídeo es pot sentir un fragment de l'instrumental d'una de les cançons del disc, Sin Ti; així com imatges dels videoclips de diverses cançons. El mateix dia es va anunciar que el primer avançament del projecte arribaria el dia 2 de novembre, i així va ser.
Uns dies abans del llançament del disc es va crear la web yosoyinna.com, un els fans es van poder registrar per obtenir informació exclusiva en relació amb la seva propera gira. També es van estrenar els videoclips de Gitana i Fuego en exclusiva, que només es desbloquejaven al respondre correctament cançons sobre la cantant.

## Senzills

### Ra
El dia 2 de novembre es va estrenar Ra, el primer senzill oficial del disc, acompanyat del seu videoclip.

### Iguana
El dia 30 de novembre, Inna estrenar una altra cançó amb el seu videoclip corresponent. Anteriorment (a l'estiu del mateix any), la cançó havia format d'una promoció de Coca-Cola  que permetia escoltar Iguana en exclusiva si s'escanejava un codi que hi havia a les ampolles d'aquesta beguda distribuïdes a Romania.

### Sin Ti
El tercer avançament del disc va arribar el dia 18 de gener de 2018, novament acompanyat del seu videoclip corresponent.

### Tu Manera
La cançó i el vídeo van estrenar-se el dia 1 de març i es va convertir en el senzill més reeixit del disc.

### Te Vas
El mateix dia que es va publicar el disc (el 31 de Maig) es va llançar Te Vas com a senzill. El videoclip s'havia estrenat el dia anterior en exclusiva a la web de Billboard. La versió de la cançó llançada com a senzill i utilitzada al videoclip és més breu que la que apareix a l'àlbum, ja que se n'ha suprimit la primera estrofa.

## Tracklist
1. Ra
2. Te Vas
3. Iguana
4. La Vida
5. Locura
6. Sí, Mama
7. Sin Ti
8. Tu Manera
9. Gitana
10. Contigo
11. Fuego